# Aeroporto Internazionale di Boa Vista Aristides-Pereira
L'Aeroporto Internazionale di Boa Vista Aristides-Pereira  (in portoghese Aeroporto Internacional Aristides Pereira) (IATA: BVC, ICAO: GVBA) è un aeroporto capoverdiano che si trova sull'isola di Boa Vista, a circa 5 chilometri a Sud-Est dalla capitale dell'isola, Sal Rei. È il terzo aeroporto più trafficato della nazione.

## L'aeroporto
L'aeroporto è uno dei più piccoli su tutto il territorio africano servendo un'area di circa 10.000 persone. La maggior parte dei 465.049 di passeggeri annuali sono turisti, anche se alcuni di loro provengono da altre parti della stessa nazione.
L'aeroporto ha una pista classificata come 4D. Opera tra le ore 8:00 e 18:00 in quanto la pista non è illuminata. Essa è lunga 2.1 chilometri e contiene due piattaforme: un'area che fa parte della vecchia parte dell'aeroporto e una piattaforma per gli aerei di aviazione generale con cinque blocchi di sosta.

## Storia
La costruzione dell'aeroporto iniziò nel 2005 sulla base di un aerodromo già esistente dal 2002. Il progetto venne preso in mano dalla società ingegneristica spagnola INECO che estese la precedente pista da 1.200 a 2.100 metri, asfaltata solo nel 2007. L'aeroporto iniziò le sue operazioni nel luglio del 2007, rendendolo l'aeroporto di più recente costruzione su tutte le isole capoverdiane. Il 13 ottobre 2007 la TACV, compagnia aerea di bandiera di Capo Verde, fece un test flight dall'Aeroporto Internazionale di Espargos verso il nuovo aeroporto confermando l'idoneità operativa dello stesso. Il 31 ottobre dello stesso anno la TACV divenne ufficialmente la prima compagnia aerea ad utilizzare il nuovo aeroporto, con un volo inaugurale dall'Aeroporto Internazionale di Praia.
Con l'aumentare del numero di turisti nel 2010 si iniziò un secondo progetto di espansione del terminal che portò il numero delle apron da 2 a 5.
L'aeroporto venne originariamente denominato Aeroporto Internacional de Rabil ma il 19 novembre del 2011 venne rinominato Aeroporto Internacional Aristides Pereira in onore del primo presidente di Capo Verde, Aristides Pereira.

## Statistiche
Questo grafico non è disponibile a causa di un problema tecnico.
Si prega di non rimuoverlo.
Vedi la query Wikidata di origine.